# باشگاه فوتبال تونبریج آنجلز
باشگاه فوتبال تونبریج آنجلز (به انگلیسی: Tonbridge Angels Football Club) یک باشگاه فوتبال در شهر تونبریج، کشور انگلستان است که در سال ۱۹۷۴ میلادی تأسیس شده‌است.